# Capnia limata
Capnia limata är en bäcksländeart som beskrevs av Theodore Henry Frison 1944. Capnia limata ingår i släktet Capnia och familjen småbäcksländor. Inga underarter finns listade i Catalogue of Life.